# FURPS
FURPS — це акронім, що представляє модель для класифікації атрибутів якості програмного забезпечення (функціональні та нефункціональні вимоги):
- Functionality — функціональні вимоги — можливості (розмір і загальність набору функцій), повторне використання (сумісність, портативність), безпека (безпека та можливість використання). Є основними, за цими вимогами будуються діаграми варіантів використання (Use case diagram).
- Usability — юзабіліті — вимоги до зручності використання (UX): людський фактор, естетика, послідовність, документація.
- Reliability — надійність — вимоги до надійності: частота можливих збоїв, стійкість до відмов, відновлюваність/живучість, передбачуваність (стабільність) стійкості.
- Performance — продуктивність — вимоги до продуктивності: час відгуку, використання ресурсів (потужність, оперативна пам'ять, кеш-пам'ять тощо), ефективність, потужність, пропускна здатність, ємність, масштабованість.
- Supportability — зручність супроводу — вимоги до підтримки (придатність до обслуговування, ремонтопридатність, стабільність, швидкість ремонту): можливість тестування, гнучкість (можливість модифікації, конфігурації, адаптивності, розширення, модульність), можливість встановлення, локалізація

Модель, розроблена в Hewlett-Packard, була вперше публічно розроблена Грейді та Касвеллом. Зараз широко використовується в індустрії програмного забезпечення FURPS+ — пізніше після різних кампаній у HP до моделі було додано символ «+», щоб розширити акронім та підкреслити додаткові атрибути.